# Умбракул
Умбракул — летний мужской берестяной головной убор с завязками на затылке у ительменов.
Судя по всему, имеет обрядовое и оккультное значение.
Упоминается у Максима Горького, «В Людях»:

Я сажусь на ящик макарон и добросовестно читаю:
— «Умбракул, распещрённый звёздами, значит удобное сообщение с небом, которое имеют они
освобождением себя от профанов и пороков»…